# Боливар (шляпа)

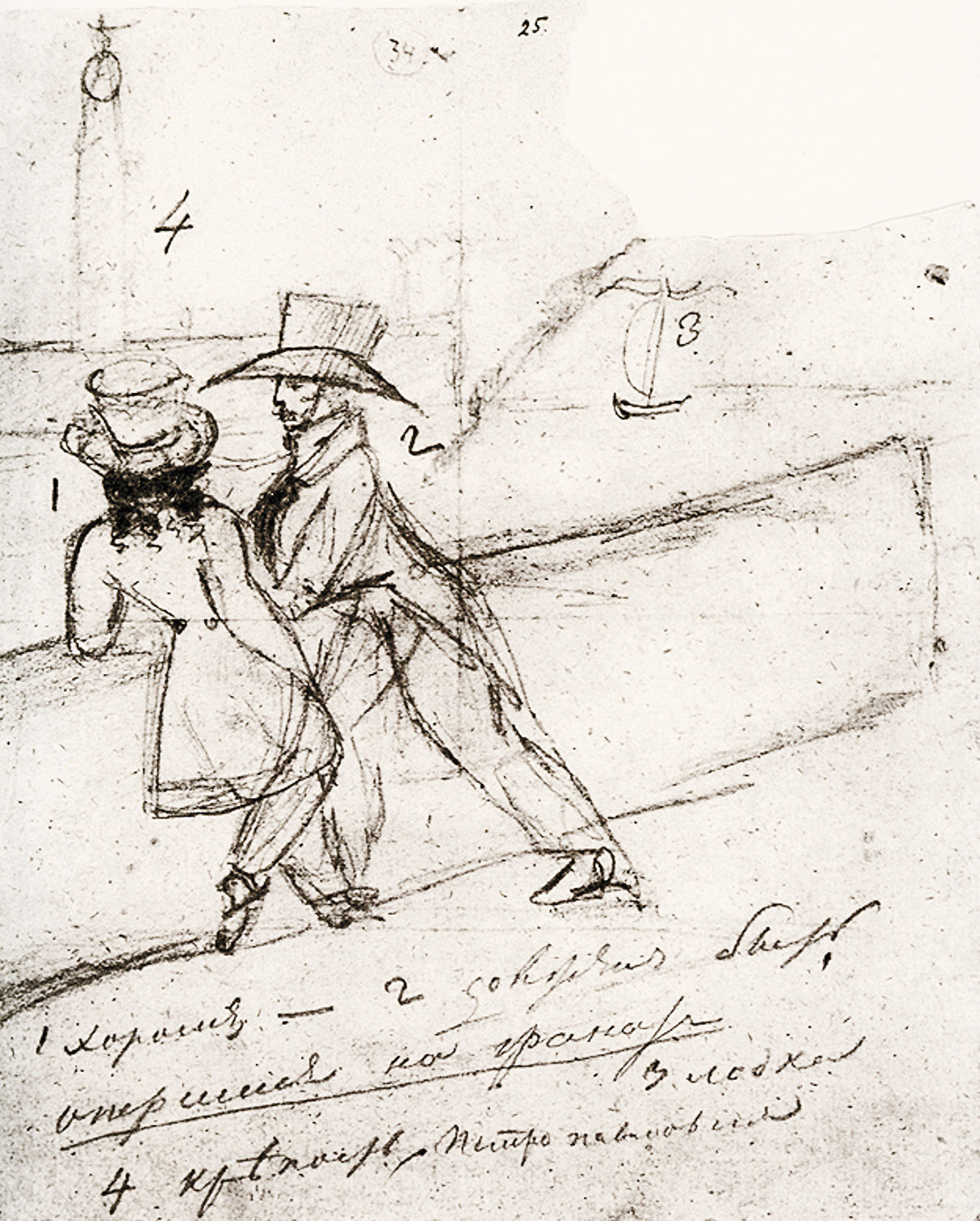
Автограф Пушкина — автопортрет с Онегиным на набережной Невы

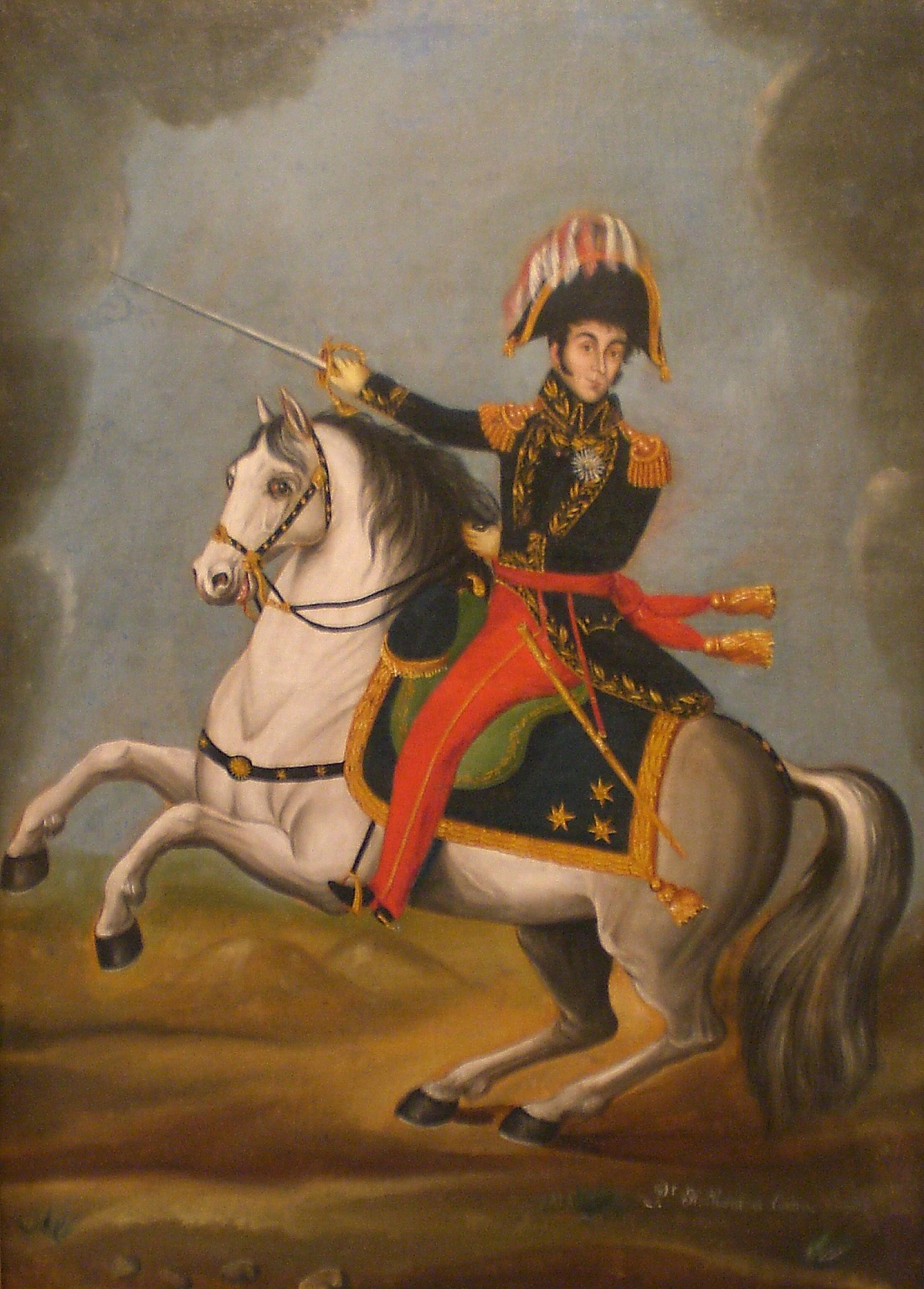
Симон Боливар не носил широкополых шляп

Болива́р (от фр. bolivar) — разновидность широкополой шляпы-цилиндра, названной по имени Симона Боли́вара (1783—1830) — национального освободителя Латинской Америки в 10-е — 20-е годы XIX века.
Подобные шляпы появились в конце 1810-х годов, а вершины своей популярности достигли в начале 1820-х годов. В № 2 от 1825 года журнала «Московский телеграф» сообщается, что «чёрные атласные шляпы, называемые „Боливаровыми“, выходят из моды, вместо них носят шляпы из белого гроденапля, также с большими полями». Шляпки-боливары носили также и женщины. О женских головных уборах «из белого атласа» с таким названием упоминается в «Московском телеграфе» (№ 5 от 1825 года)
.

## В литературе
Боливар появляется в романе в стихах Александра Сергеевича Пушкина «Евгений Онегин» (1823−1831):
Покамест в утреннем уборе,
Надев широкий боливар,
Онегин едет на бульвар
И там гуляет на просторе,
Пока недремлющий брегет
Не прозвонит ему обед.
Комментарий самого Пушкина: «Шляпа à la Bolivar» (в переводе с фр. — «шляпа, как у Боливара»). 
Несмотря на то, что ударение в имени знаменитого латиноамериканца ставится на втором слоге, наименование шляпы в русском языке под влиянием французского языка прижилось с ударением на последний слог.
В романе «Отверженные» В. Гюго пишет, что во время борьбы Боливара с Морильо шляпы с узкими полями, так называемые морильо, носили роялисты, а либералы — шляпы с широкими полями — боливары.
Сам Симон Боливар на большинстве портретов изображён не в широкополых шляпах, а в двухугольных, по моде своего времени. Скорее всего, такие шляпы носились не самим Боливаром, а его сторонниками из числа сельского населения по борьбе с испанцами.